# Felipe Gorriti y Osambela
Felipe Gorriti y Osambela (Huarte-Araquil, 1839-Tolosa, 1896) fue un compositor español.

## Biografía
Sus primeros conocimientos musicales los adquirió de su padre, organista de la villa navarra de Huarte-Araquil, y luego, de Mariano García, maestro de capilla de la catedral de Pamplona. Años más tarde, continuó sus estudios en el Conservatorio de Madrid, con Jimeno de Lerma  e Hilarión Eslava. Poco después, cuando aún no había cumplido los veinte años, obtuvo por oposición la plaza de organista de Tafalla. Ya por entonces mostró una clara inclinación hacia la música religiosa, empezando a darse a conocer como compositor. En esta época fue cuando compuso el motete Surge prospere. En 1867, ganó, también por oposición, la plaza de organista de la villa de Tolosa. Su actividad musical en la zona fue muy intensa, extendiéndose por toda Guipúzcoa. Alcanzó gran renombre como organista, confiriendo prestigio a la capilla de la parroquia tolosana, a donde se dirigían, dos o tres veces por semana, numerosos organistas y estudiantes de muchos pueblos guipuzcoanos, para recibir lecciones del maestro. Su influencia en la cultura musical religiosa de la época, especialmente en lo referente a composición y armonía, fue muy notable en la provincia.
Compuso con afán numerosas obras de carácter religioso de muy variada índole: misas solemnes y de Réquiem, motetes, nocturnos, misereres, etc., presentes en todos los archivos musicales de las parroquias de Guipúzcoa. Su fama, con todo, rebasó los límites de dicha provincia, al participar, y triunfar, en muy renombrados certámenes. Así, envió composiciones a siete certámenes de la Sociedad Internacional de Organistas y Maestros de Capilla, de París, obteniendo cuatro primeros y únicos premios y tres primeras menciones; el jurado le declaró fuera de concurso para sucesivos certámenes. También compuso algunas obras profanas para orquesta. El número total de las obras que compuso asciende a 300. El 27 de octubre de 1923, su villa natal le dedicó un homenaje, al que contribuyó el Orfeón Pamplonés; y a la calle Mayor se le llegó a cambiar el nombre por el de Felipe Gorriti.